# Gravity Max
Gravity Max sont des montagnes russes assises du parc Lihpao Land, situé à Houli Hsiang, dans le Taichung, à Taïwan. Cette attraction est unique au monde sur le fait qu'une partie du lift s'incline à 90° avant de lâcher le train sur la voie.

## Le circuit
Le train sort de la gare afin d’effectuer un virage à gauche puis s'engage sur le lift hill, atteignant alors la hauteur de 34 mètres, le train s'avance sur la portion pivotante. Celle-ci bascule de manière à faire passer le train de l'horizontale à la verticale. Après 5 secondes à 90° dans le vide, le train descend la pente atteignant alors une vitesse de 90 km/h. Il traverse alors un tunnel où il effectue un virage à 160° avant de passer dans le looping vertical de 26,8 mètres. Il traverse ensuite une hélix descendante puis les freins finaux de parcours. Le train retourne en gare.

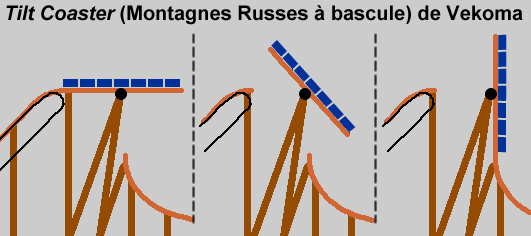
Explication du fonctionnement de la bascule.

## Statistiques
- Dimensions : 116 m x 70 m
- Trains : 2 trains de 6 wagons. Les passagers sont placés par deux sur deux rangs pour un total de 24 passagers par train.
- Éléments : Looping vertical de 26.8m de hauteur